# Nothoscordum itatiense
Nothoscordum itatiense är en amaryllisväxtart som beskrevs av Pierfelice Ravenna. Nothoscordum itatiense ingår i släktet vaniljlökar, och familjen amaryllisväxter. Inga underarter finns listade i Catalogue of Life.